# 德維加世界地圖

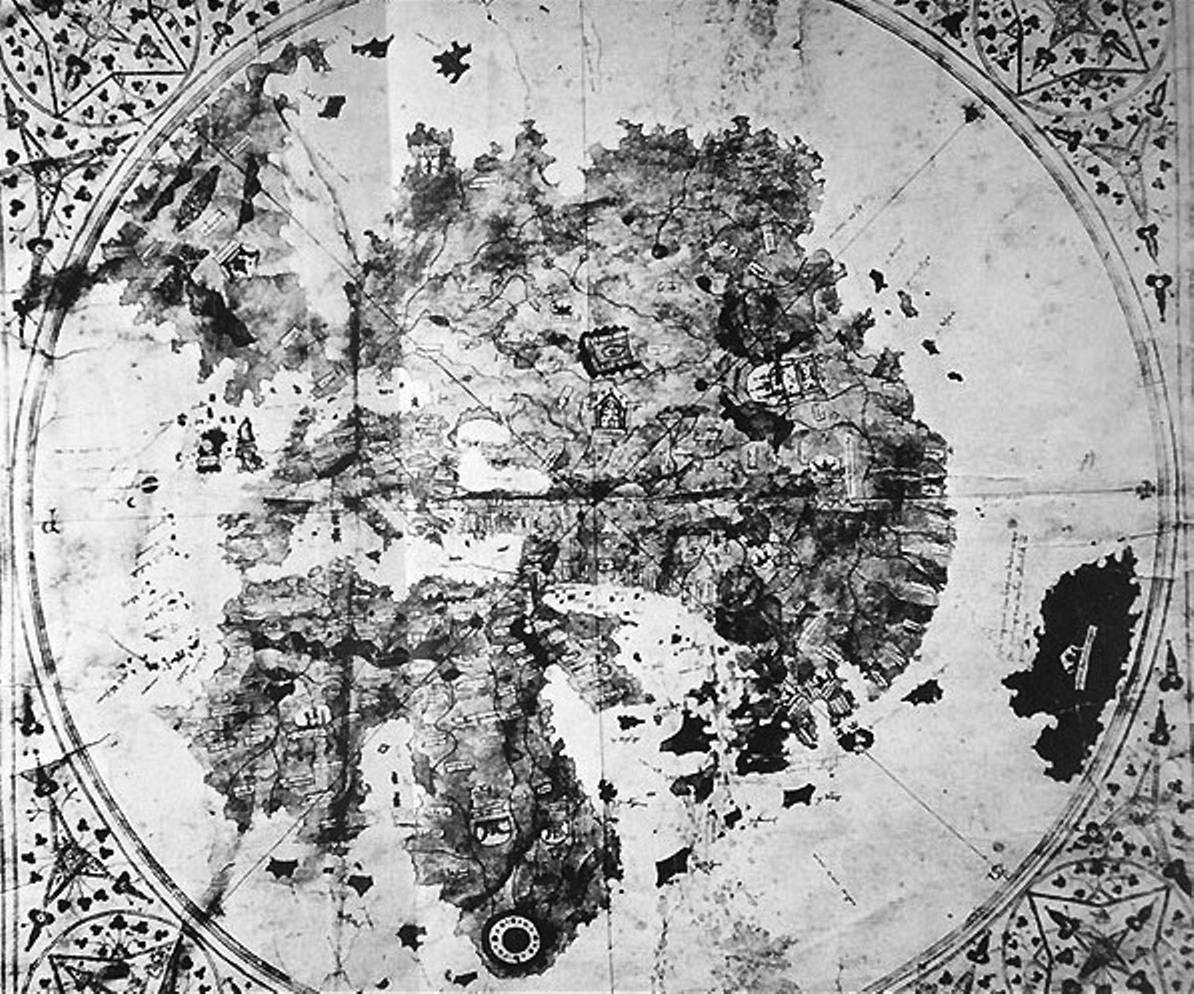
德維加世界地圖（1411-1415）

德維加世界地圖（英語：De Virga world map）由阿爾貝丁·德維加於1411年至1415年間繪製。在地圖上以小寫字母寫道：
“A. 141.. Albertin diuirga me fecit in vinexia”
「阿爾貝丁·德維加141..年於威尼斯製作。」
（年代的最後一位數字被地圖的褶痕抹去）
阿爾貝丁·德維加是威尼斯人，其於1409年繪製的地中海地圖也是頗負盛名，該地圖亦製作於威尼斯。
這幅地圖及其擁有者在1930年代末失蹤，擁有者是來自海德堡的猶太家庭。

## 結構

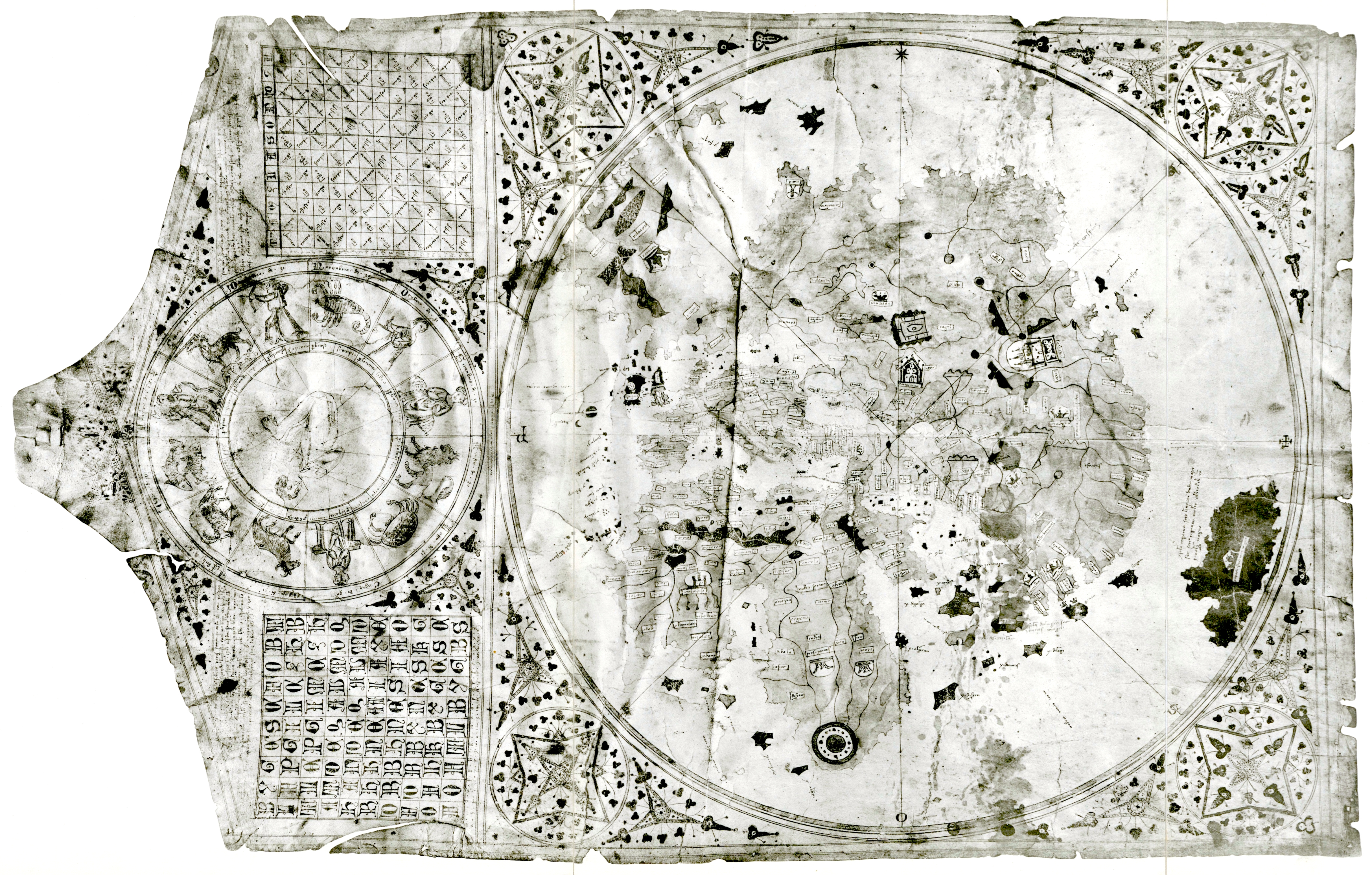
附有日曆盤的完整地圖，

地圖外觀為直徑410毫米的圓，畫在一張696×440毫米的羊皮纸上，其中還包括一幅日曆盤和兩張表格。其中一張表格用於計算月相變化，另一張表格用於計算復活節的日期。
該地圖朝向北方，風向玫瑰圖以中亞為中心，中心可能是位於烏茲別克撒馬爾罕的蒙古城市，或裏海西岸的兀鲁伯天文台。風向玫瑰圖將地圖分為八個扇區。
地圖有上色：海洋是白色，但紅海是紅色，大陸土地是黃色，島嶼則使用多種顏色。山是棕色，湖泊是藍色，河流是棕色。
擴充部分示出一個日曆盤，描述了黄道十二宫的符號和一個用於計算月球位置的表格。
該地圖基本上與1457年的弗拉·毛羅地圖相同，後者也是在繞過好望角之前就已繪出，目前在威尼斯展出。

## 地區
大陸塊周圍的海洋被稱為「Mari Oziano Magno」。
耶路撒冷被標示了出來（約旦和戈蘭），但並非在地圖中心。三個大陸則清楚表示，並標有「Europa」、「Africa」和「Axia」。印度洋中包含許多彩色島嶼，其風格讓人聯想到阿拉伯地圖。

### 大西洋
繪出了加納利群島和亞速群島，顯示了熱那亞和加泰羅尼亞海圖對其造成的影響。 

### 非洲
包含對阿特拉斯山脈和尼羅河的描繪，並提及祭司王約翰在衣索比亞的領土（「Pre. Joanes」）。
伊甸園被描繪在非洲的最南端，帶有兩個同心環的象徵，創世記中所提到的四條河從中流出。

### 亞洲
在亞洲所描述的區域與蒙古的统治範圍相符：Medru、Calcar、Monza sede di sedre（「中國北部的蠻子」）和Bogar Tartarorum（「大保加利亞」或「欽察汗國」）。在哈拉和林描繪了防禦工事，並提到「M[on]gol」。在中國所示的河流和城市名稱與馬可波羅相同。
印度洋沿岸有Mimdar王國和Madar王國（馬拉巴？），可能還有斯里蘭卡，上面提到「Ysola d alegro suczimcas magna」。印度洋上的一個大島被稱為「Caparu sive Java magna」，可能結合了馬可波羅對爪哇和日本的描述。

### 歐洲
北歐有許多地方被提及，如「Ogama, Goga」（歌革和瑪各）、「Rotenia」（俄羅斯）、Naia、Samolica，以及「Norveca」（挪威）南端的半島或海岬。 Iceland/Thule （冰島/北極）則未在地圖上被命名或顯示。

## 地圖的歷史
1911 年，藝術品收藏家阿爾伯特·菲格多 (Albert Figdor) 在一家克羅埃西亞希貝尼克的二手書店重新發現這幅地圖。阿爾伯特·菲格多1927年在維也納去世。該地圖由維也納大學弗蘭茨·馮·維澤爾（Franz von Wieser）博士教授負責分析。經鑑定所拍攝的照片目前保存在大英圖書館。
在文獻中，有跡象表明該地圖曾從拍賣中撤回（拍品編號56，14/15。1932年6月，由琉森的Gilhofer和Ranschburg拍賣行）。情況不明，該地圖後來連同其所有者──海德堡的猶太家庭一起失蹤。

## 來源
- "Mappemondes, AD 1200–1500", Destombes

## 延伸閱讀
- Dürst, Arthur.  [The world map by Albertin de Virga of 1411 or 1415]. Cartographica Helvetica. 1996, (13): 18–21  [2022-12-30]. ISSN 1015-8480. （原始内容存档于2022-12-30） （德语）.

## 外部連結
- Henry Davis Monograph （页面存档备份，存于）